# اویکو سرتر
اویکو سرتر (انگلیسی: Öykü Serter؛ زادهٔ ۲۶ فوریهٔ ۱۹۷۵) مجری تلویزیون، بازیگر، دی‌جی اهل ترکیه است.